# Estação Planiornaia
Planiornaia (em russo:  Планёрная) é uma estação terminal da linha Tagansko-Krasnopresnenskaia (Linha 7) do Metro de Moscovo, na Rússia. Estação «Planiornaia» está localizada após a estação «Skhodnenskaia».